# Gustaf von Essen (politiker)
Gustaf Fredrik Wilhelm von Essen, född 19 maj 1943 i Lena församling i Uppsala län, är en svensk friherre och politiker (kristdemokrat, tidigare moderat). Han var riksdagsledamot 1991–2002, då för Moderata samlingspartiet för Uppsala läns valkrets, och senare kommunalråd för Kristdemokraterna i Uppsala kommun.

## Biografi
von Essen är son till godsägaren Per Erik von Essen och hans maka Charlotte, född Tornérhielm, sonsons son till riksmarskalk Fredrik von Essen samt farbror till Christian von Essen som är gift med Eleonora von Essen. Efter föräldrarnas bortgång såldes barndomshemmet Salsta 1975 till svenska staten.
Gustaf von Essen var riksdagsledamot 1991–2002, representerande Moderaterna för Uppsala läns valkrets. I oktober 2002, efter att i valet gått miste om sitt tidigare mandat i riksdagen, bytte von Essen parti till Kristdemokraterna.
Fram till april 2008 var von Essen president för Malteserorden i Skandinavien. von Essen utsågs till ordförande för den katolska biståndsorganisationen Caritas Sverige 2006, en post han tvingades lämna sedan uppgifter om konkurser och betalningsanmärkningar i von Essens förflutna presenterades.. Tidigare har han bland annat varit ordförande i biståndsorganisationen Qandil och Katolsk Kyrkotidning/Katolskt magasin.